# Голицын, Михаил Михайлович
Князь Михаи́л Миха́йлович Голи́цын (Старший) (1 (11) ноября 1675, Москва — 10 (21) декабря 1730) — русский полководец, генерал-фельдмаршал (1725) и президент Военной коллегии (1728—1730), соратник царя Петра I, участник Северной войны 1700—1721 годов. Представитель четвёртой ветви рода Голицыных.

## Биография
Родился в семье Михаила Андреевича Голицына (1639—1687) и его супруги Прасковьи Никитичны, урождённой Кафтырёвой (1645—1715). Имел трёх братьев (Дмитрия, Петра, Михаила-младшего) и трёх сестёр (Марию-старшую, Марию-младшую и Софью).

### Начало военной службы
Службу начал в 1687 году барабанщиком Семёновского лейб-гвардии полка. В 1694 году произведён в прапорщики гвардии, в 1695 — в поручики. Прекрасно проявил себя в Азовских походах 1695—1696 годов, получил за боевые отличия чин капитана.

### Северная война
Участвовал в Нарвском сражении 1700 года, где был ранен (в ногу насквозь и в руку слегка), затем в штурмах Нотебурга (1702), Ниеншанца (1703), Нарвы (1704) и Митавы (1705).
В 1701 году произведён в майоры гвардии, в том же году — в подполковники, после взятия Нотебурга — в полковники лейб-гвардии Семёновского полка (14.10.1702). Одновременно с званием гвардии полковника взятие Митавы принесло ему чин бригадира армии (1705), с 1706 года — генерал-майор, командир гвардейской бригады (включавшей Преображенский и Семёновские полки).
В 1708 году нанёс поражение шведскому отряду генерала К. Г. Рооса при селе Добром, награждён орденом Святого апостола Андрея Первозванного. За отличие при Лесной получил чин генерал-поручика (28.09.1708). В Полтавском сражении 1709 года командовал гвардией и руководил вместе с князем А. Д. Меншиковым преследованием разбитых и отступавших шведских войск, вынудив их сложить оружие под Переволочной.
В Прутском походе 1711 года командовал русской кавалерией.
В 1714—1721 годах командовал войсками в Финляндии, поразил шведов при Напо (Лапполе) 19 февраля (2 марта) 1714 года и был произведён в генерал-аншефы, вскоре участвовал в морском сражении при Гангуте (Ханко) 27 июля (7 августа) 1714 года. Ровно через 6 лет, 27 июля (7 августа) 1720 года, командуя флотом, одержал победу при Гренгаме (Аландские острова).

### По окончании Северной войны
Во время первого Персидского похода Петра в 1722 году оставлен начальником в Санкт-Петербурге.
В 1723—1728 годах командовал войсками на территории Украины. В это время он выступил одним из основателей Харьковского коллегиума.
После смерти Петра I в январе 1725 года был сторонником воцарения его внука, Петра Алексеевича. Несмотря на это, взошедшая на престол стараниями А. Д. Меншикова жена Петра I Екатерина произвела Голицына в генерал-фельдмаршалы (21 мая 1725 года) и сделала кавалером ордена Святого Александра Невского (30 августа 1725 года). По воцарении Петра II (1727) сделан сенатором и членом Верховного тайного совета, с сентября 1728 года был президентом Военной коллегии.
Являясь членом Верховного тайного совета, князь Михаил Михайлович Старший, участвовал в событиях, связанных с воцарением императрицы Анны Иоанновны и Кондициями. Когда императрица Анна, отказавшись от Кондиций, приняла на себя самодержавную власть и распустила Верховный тайный совет, в высшем обществе ожидали скорого падения Голицыных, но этого не произошло. Наоборот, князь Михаил не только остался президентом Военной коллегии, но и был приближен ко Двору. Инициаторами этого были сам фельдмаршал, просивший прощения у императрицы, граф Эрнст Бирон и влиятельный в это время клан Лёвенвольде.

### Смерть
Скончался 10 (21) декабря 1730 года в должности президента Военной коллегии, согласно преданию — «от огорчения». Однако голландский посол при русском дворе в депеше от 06 января 1731 года своему правительству писал о трагической смерти князя Голицына. По его словам, князь Голицын ехал в своей карете впереди, когда императрица Анна Иоанновна и её свита возвращались в Москву из села Измайлова. По дороге лошади в карете Голицына остановились и не хотели двигаться дальше:
Нетерпение кучера оказалось причиной большого несчастья: он хлестнул лошадь очень сильно, и едва сделали они несколько шагов, как земля быстро начала оседать и поглотила карету. Княгиня Голицына, увидя, что песок уходит вниз, догадалась из осторожности спрыгнуть на землю, и даже достаточно своевременно, чтобы не быть увлеченной вместе с каретой, кучером и форейтором… Она хотела броситься в пропасть, но этому помешал один паж, удержав её сзади. Пешие лакеи императрицы только успели приблизиться, как увидели еще в провале бревна, отрывающиеся и падающие друг на друга вместе с огромными глыбами камней, нагроможденных по бокам.
Императрица вернулась в Москву другой дорогой, а это происшествие было представлено публике неудавшейся попыткой покушения на неё. Пышное надгробие фельдмаршала в советское время было перевезено из Богоявленского монастыря в Донской.

## Браки и дети
Был женат дважды. В браках родились 18 детей.
1. жена с 1692 года Евдокия Ивановна Бутурлина (1674—1713), дочь И. Ф. Бутурлина; похоронена в Богоявленском монастыре.
  - Прасковья-старшая (1695—1719) — замужем за князем Алексеем Михайловичем Долгоруковым (ум. 1725)
  - Фёдор (1696—1697)
  - Наталья (1698—1780). Надгробие работы Федора Гордеева в Донском монастыре.
  - Анна-старшая (1699—1727) — супруга графа Александра Борисовича Бутурлина
  - Анна-младшая (1701—1748) — супруга Льва Васильевича Измайлова (1687—1738)
  - Пётр (1702—1760) — шталмейстер двора, женат на фрейлине Екатерине Александровне Кар (1724—1802), детей в браке не было. Император Пётр III, отличавший княгиню Голицыну, пожаловал ей богатое село Угодичи.
  - Софья (1712—1759) — супруга графа Петра Ивановича Головина.
2. Портрет князя Петра Михайловича Голицына (1702—1760) — шталмейстера двора[10]жена с 1716 года княжна Татьяна Борисовна Куракина (1696—1757), двоюродная сестра царевича Алексея; дочь князя Б. И. Куракина и К. Ф. Лопухиной. Была обер-гофмейстериной при императрицах Анне и Елизавете Петровне. После смерти мужа при дворе появлялась редко. Похоронена в Благовещенской церкви Александро-Невской лавры.
  - Мария (1717—1780) — супруга князя Ивана Андреевича Прозоровского (1712—1786)
  - Александр (1718—1783) — женат на княжне Дарье Алексеевне Гагариной
  - Марфа (1720—1749) — супруга князя Сергея Фёдоровича Хованского
  - Дмитрий (1721—1793) — женат на княжне Екатерине Дмитриевне Кантемир (1720—1761)
  - Прасковья (род и ум. 1722)
  - Борис (1723—1726)
  - Елизавета (1723—1724)
  - Екатерина-старшая (1724—1779) — с 1748 до 1756 (развод) супруга графа Петра Александровича Румянцева-Задунайского (1725—1796)
  - Екатерина-младшая (1725—1744)
  - Николай (1727—1787) — женат на Екатерине Александровне Головиной (1728—1769)
  - Андрей (1729—1770) — женат на княжне Елизавете Борисовне Юсуповой (1745—1770).

## Отзывы современников
В своих записках испанский посол герцог Лирийский сообщает о нём:

Фельдмаршал князь Голицын, герой России, был человек умный и благородный; очень хорошо знал военное искусство, был храбр и любим войсками; смел, отважен и великодушен; иноземцев не любил, но, несмотря на это, отдавал справедливость достойным из них; знатные люди его боялись, а Петр I уважал. Словом, это был истинно великий человек.
- Портрет князя Михаила Михайловича Голицына Старшего, нач. XVIII в.
- Портрет фельдмаршала князя Михаила Михайловича Голицына Старшего, кисти Иоганна Готфрида Таннауера, нач. XVIII, раньше считался портретом светлейшего князя Александра Даниловича Меншикова[12]

## Награды
- Орден Святого апостола Андрея Первозванного (29 августа 1708)
- Орден Святого Александра Невского (30 августа 1725)
- Золотая шпага «с богатыми украшениями алмазами» (27 июля 1720)